# ويليام جي. فارو
ويليام جي. فارو (بالإنجليزية: William G. Farrow)‏ هو ضابط أمريكي، ولد في 24 سبتمبر 1918 في داريلنغتون (كارولاينا الجنوبية) في الولايات المتحدة، وتوفي في 15 أكتوبر 1942 في شانغهاي في الصين بسبب إعدام رميا بالرصاص.